# Bejaria cubensis
Bejaria cubensis là một loài thực vật có hoa trong họ Thạch nam. Loài này được Griseb. mô tả khoa học đầu tiên năm 1866.